# 涅柔斯 (伊庇魯斯)
涅柔斯（前三世紀人物），為摩羅西亞國王皮洛士二世的女兒，後來嫁給敘拉古王國吉羅二世，成為王后。
涅柔斯在她父親皮洛士二世去世之後才嫁給敘拉古王子吉羅二世，兩人育有一個兒子名為希洛尼摩斯。她因為存活的比其姊妹黛達彌亞二世還長，因此是最後一位埃阿喀得斯王室成員。在敘拉古劇院的一份銘文中提到她的名字，並提到王后的頭銜。古代歷史作家查士丁錯誤地認為她是皮洛士之女。

## 來源
1. ↑  .   [2019-09-10]. （原始内容存档于2012-03-18）.
2. ↑  (Raoul-Rochette, Mi- moires de Numismatique et cT Antiquite, p. 73, 4to. Paris, 1840.)

- Paus. vi. 12. § 3 ; Polyb. vii. 4. § 5 ; Justin. xxv iii. 3. § 4 ; Vales, ad Diod. Exc. p. 568.)